# Çankallı, Elbeyli
Çangallı là một xã thuộc huyện Elbeyli, tỉnh Kilis, Thổ Nhĩ Kỳ. Dân số thời điểm năm 2010 là 121 người.